# Thomas Oberreiter

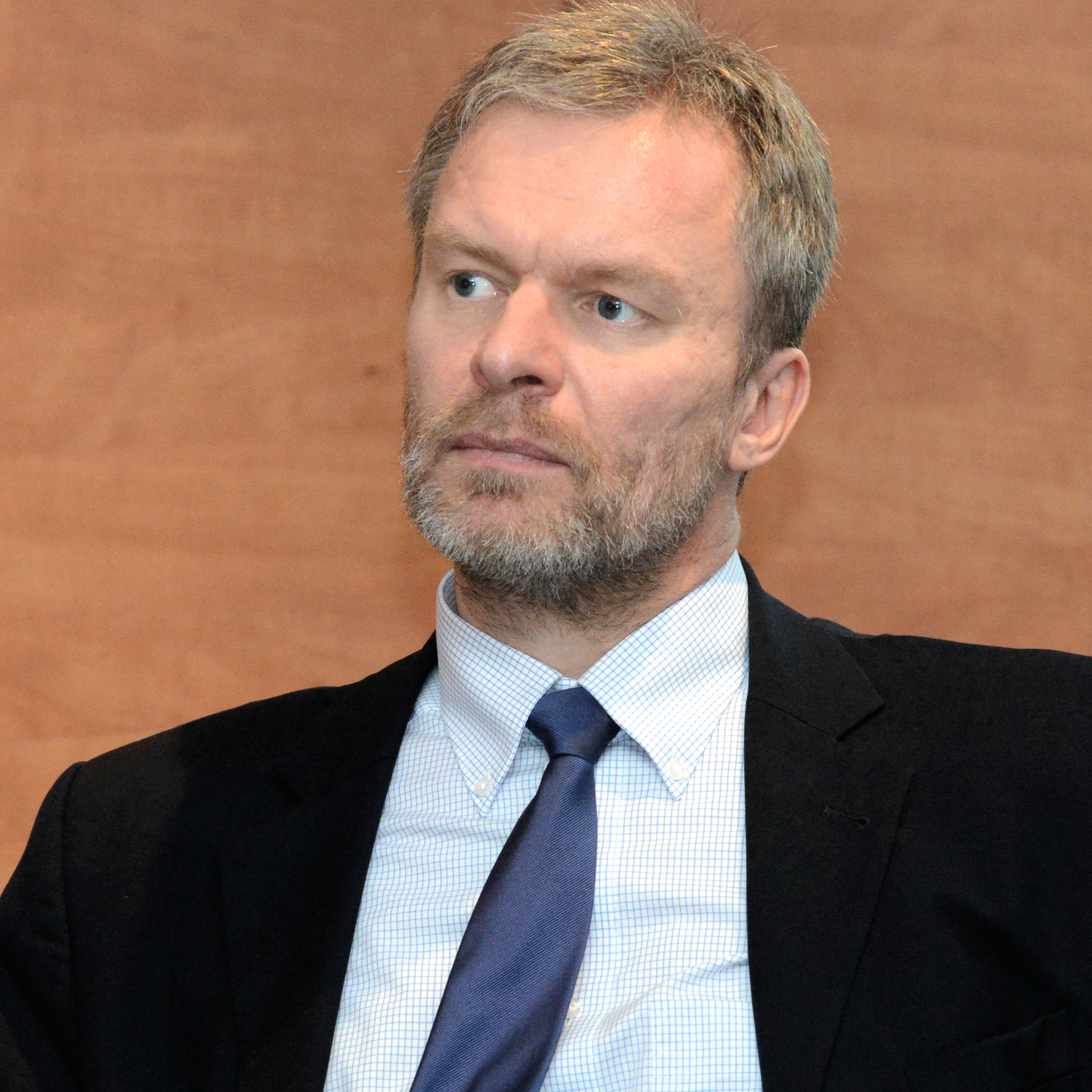
Thomas Oberreiter im Dezember 2014 in Marnach

Thomas Christopher Oberreiter (* 3. Juli 1966 in Linz) ist ein österreichischer Diplomat.
Von September 2023 bis 28. Juli 2025 war er Ständiger Vertreter Österreichs bei der Europäischen Union. Von November 2021 bis 2023 war er Leiter der Sektion Europa und Wirtschaft im Bundesministerium für europäische und internationale Angelegenheiten (BMEIA). Davor war er ab Juli 2020 Kabinettschef von Außenminister Alexander Schallenberg, vorher war er Kabinettschef von Bundeskanzlerin Brigitte Bierlein.
Zwischen Juli 2017 und Juni 2019 war er Botschafter an der Ständigen Vertretung Österreichs bei der EU in Brüssel für den Ausschuss der Ständigen Vertreter I. Oberreiter war davor von September 2015 bis Juni 2017 Gesandter an der Ständigen Vertretung. Zuvor war er von 2011 bis 2015 österreichischer Botschafter in Luxemburg.

## Leben
Thomas Christopher Oberreiter, geboren in Linz, wuchs in Hagenberg im Mühlkreis auf. Er promovierte 1992 zum Doktor der Rechte an der Universität Wien. Im selben Jahr absolvierte er die Diplomatische Akademie Wien. Er ist verheiratet und hat vier Kinder.

## Diplomatischer Werdegang

### Bundesministerium für auswärtige Angelegenheiten
Einsätze im österreichischen Bundesministerium für auswärtige Angelegenheiten, wie es damals hieß, hatte er als Referent, zuerst in der Nahost- (1992), dann in der EU-Abteilung (1993 bis 1994), dann von 1995 bis 1997 in der Abteilung für EU-Grundsatzfragen mit Mitarbeit in der Regierungskonferenz für den Vertrag von Amsterdam, der am 18. Juni 1997 beschlossen wurde, und den EU-Beitritt Österreichs. Im Kabinett von Bundesministerin Ursula Plassnik und Bundesminister Michael Spindelegger war Thomas Oberreiter zuständig für EU-Wirtschaftsfragen, zum Beispiel für die österreichische EU-Präsidentschaft 2006 und als Kontakt (Focal Point) für die Verhandlungen zum Vertrag von Lissabon, der am 13. Dezember 2007 unterzeichnet und in Österreich stark kritisiert wurde. Von 2009 bis 2011 war er stellvertretender Leiter eines Kabinetts. Von November 2021 bis 2023 war er Leiter der Sektion Europa und Wirtschaft im Bundesministerium für europäische und internationale Angelegenheiten (BMEIA).

### Auslandsakkreditierungen
1994 war Thomas Oberreiter als Stagiaire Kultur- und Presseattaché der österreichischen Botschaft in Mexiko, von 1998 bis 2004 Botschaftsrat an der österreichischen Vertretung in Brüssel, dort Referent für die Finanzverhandlungen der Agenda 2000, ab 2000 Mitglied der Antici-Gruppe. Seit 2009 war Thomas Oberreiter zusätzlich zu seiner Position als stellvertretender Leiter eines Kabinetts des österreichischen Außenministeriums Missionschef an der österreichischen Vertretungsbehörde für Liechtenstein, die sich in Wien befindet. Von 2011 bis 2015 war Thomas Oberreiter als Nachfolger von Christine Stix-Hackl der österreichische Botschafter in Luxemburg. Sein Nachfolger in Luxemburg ist Gregor Schusterschitz. Von September 2015 bis Juni 2017 war Thomas Oberreiter, so wie sein Vorgänger Gregor Schusterschitz, Gesandter an der Ständigen Vertretung, ab Juli 2017 war er – so wie die meisten seiner europäischen Kollegen im Ausschuss der Ständigen Vertreter I – Botschafter im Ausschuss der Ständigen Vertreter I. Ab Juli 2018 war Oberreiter im Rahmen der österreichischen Ratspräsidentschaft Vorsitzender des Ausschusses der Ständigen Vertreter I und in dieser Funktion maßgeblich an Verhandlungen mit dem Europäischen Parlament sowie unterstützend an Verhandlungen in mehr als der Hälfte der Ratsformationen beteiligt. Von September 2023 bis 28. Juli 2025 war er Ständiger Vertreter Österreichs bei der Europäischen Union.

### Rücktritt als Ständiger Vertreter Österreichs bei der Europäischen Union
Im Juli 2025 bat Oberreiter Außenministerin Beate Meinl-Reisinger um eine Abberufung. Als Grund nannte Oberreiter private Gründe, Außenministerin Meinl-Reisinger nahm seinen Rücktritt umgehend an. Hintergrund waren Medienberichte, etwa in der Kronen Zeitung und im FPÖ-nahen Blog Fass ohne Boden, die Oberreiter mit einem Blog mit sexistischen Beiträgen in Verbindung brachten. So soll Oberreiter während seiner Dienstzeit Beiträge auf einem Blog, in denen er unter dem Pseudonym und aus weiblicher Perspektive über Themen aus dem Bereich BDSM schrieb, veröffentlicht haben. Nach Informationen des Standard handelt es sich dabei um frauenverachtende und grob herabwürdigende Fantasien. Standortdaten lassen sich auf das Außenministerium zurückführen. Eine eindeutige Urheberschaft Oberreiters wurde bislang forensisch nicht festgestellt, die Gerüchte seien allerdings geeignet seinen Ruf zu beschädigen, weshalb Oberreiter seinen Rücktritt erklärte. Gegen Oberreiter war bereits im Oktober 2024 ein Disziplinarverfahren geführt worden, das mit der gelindesten Sanktion, einem Verweis, geendet hatte. Das Disziplinarverfahren war geführt worden, da Oberreiter ein Sicherheitsrisiko herbeigeführt haben soll, indem er für seinen Blog Dienstgeräte verwendet habe. Dabei soll sein Mobiltelefon ausgespäht und Informationen an Dritte weitergegeben worden sein.

## Politische Positionen
Ab Juni 2019 war Oberreiter Kabinettschef von Bundeskanzlerin Brigitte Bierlein, danach ab Juli 2020 Kabinettschef von Außenminister Alexander Schallenberg. Ab Herbst 2020 war er Sektionschef im Außenministerium.